# Sampoerna
PT Hanjaya Mandala Sampoerna Tbk (znane jako HM Sampoerna lub Sampoerna) – indonezyjskie przedsiębiorstwo produkujące papierosy typu kretek. Zostało założone w 1913 roku.
Siedziba przedsiębiorstwa mieści się w Surabai (prowincja Jawa Wschodnia).
Marka Sampoerna ma ok. 34 procent udziału w krajowym rynku papierosów.